# Regering-Frère-Orban I
De regering-Frère-Orban I (3 januari 1868 - 16 juni 1870) was een Belgische regering. Deze werd tot stand gebrachten door de Liberale Partij. Ze volgde de regering-Rogier II, nadat Charles Rogier ontslag had genomen door spanningen met Walthère Frère-Orban, en werd opgevolgd door de regering-D'Anethan.

## Verloop

### Belgische spoorwegenkwestie
In februari 1869 diende de regering in de Kamer van volksvertegenwoordigers een wetsontwerp in om zich tegen de geplande Franse overname van enkele Belgische spoorwegmaatschappijen te verzetten. Dit leidde tot de Belgische spoorwegenkwestie, een diplomatiek conflict tussen België en het Tweede Franse Keizerrijk van Napoleon III, waarbij ook Pruisen en het Verenigd Koninkrijk een rol speelden. Ondanks Franse druk werd de wet in kwestie niet ingetrokken. Regeringsleider en minister van Financiën Walthère Frère-Orban verdedigde tijdens de zitting van de Kamer van 13 februari 1869 het wetsontwerp: "Ce projet s’appuie de motifs sérieux, de motifs graves, tirés de nos intérêts industriels et de nos intérêts commerciaux; il a pour but principal de sauvegarder la légitime influence que doit avoir l’État sur les chemins de fer, quels qu’ils soient, établis sur le territoire national."

### Maatregelen
- Verlaging van de spoorwegtarieven voor arbeiders. Deze hervorming stimuleerde de mobiliteit van arbeiders en bijgevolg werd huisvesting in de steden ontlast;
- Verhoging van het aantal manschappen in het leger en verbetering van de infanterie;
- de wet van Ongeluk van 1879. De oprichting van seculiere scholen in elke gemeente werd verplicht, godsdienstlessen moesten vervangen worden door morele lessen.

### Ontslag
Walthère Frère-Orban voerde op alle gebieden een uiterst waakzaam beleid. Hij was voorzichtig om zijn partij niet te ontstemmen. In 1869 was hij geen voorstander van maatregelen om het werk van vrouwen en kinderen in mijnen en fabrieken te reguleren. In deze periode kreeg hij de kritiek dat hij niet zoveel had gedaan als in de jaren daarvoor onder de regering-Rogier II. Nadat de verkiezingen van 11 juni 1870 een gelijk aantal volksvertegenwoordigers voor de liberalen en katholieken opleverde, nam de liberale regering ontslag. Een katholieke regering onder leiding van Jules Joseph d'Anethan nam over.

## Samenstelling
De regering telde zes ministers.
| Ambtsbekleder | Ambtsbekleder | Ambtsbekleder                      | Functie                     | Partij            |
| ------------- | ------------- | ---------------------------------- | --------------------------- | ----------------- |
|               |               | Walthère Frère-Orban (1812-1896)   | Minister Financiën          | Liberale Partij   |
|               |               | Jules Bara (1835-1900)             | Minister Justitie           | Liberale Partij   |
|               |               | Jules Vander Stichelen (1822-1880) | Minister Buitenlandse Zaken | Liberale Partij   |
|               |               | Eudore Pirmez (1830-1890)          | Minister Binnenlandse Zaken | Liberale Partij   |
|               |               | Bruno Renard (1804-1879)           | Minister Oorlog             | extraparlementair |
|               |               | Alexandre Jamar (1821-1888)        | Minister Openbare Werken    | Liberale Partij   |